# Albuquerque
Albuquerque (navajo: Bee'eldííldahsinil) er en amerikansk by og administrativt centrum i det amerikanske county Bernanillo County i staten New Mexico. I 2006 havde byen et indbyggertal på 504.949. Byen ligger i ca. 1600 meters højde og er omgivet af The Sandia Mountains mod øst, Kirtland Air Force Base mod syd, The Rio Grande mod vest, samt et indianerreservat mod nord.

## Personer fra Albuquerque
- Jeff Bezos (1964-), forretningsmand, født i Albuquerque

## Ekstern henvisninger
- Wikimedia Commons har flere filer relateret til Albuquerque
- Albuquerques hjemmeside (engelsk)

35°05′04″N 106°39′01″V / 35.0844°N 106.6503°V